# Argyripnus atlanticus
Argyripnus atlanticus és una espècie de peix pertanyent a la família dels esternoptíquids.

## Descripció
- Fa 7,7 cm de llargària màxima.[5][6]

## Alimentació
Menja crustacis.

## Hàbitat
És un peix marí i bentopelàgic que viu entre 200 i 500 m de fondària.

## Distribució geogràfica
Es troba a l'Atlàntic oriental (Madeira i el sud de les illes Canàries), l'Atlàntic occidental (les Bahames i el mar Carib) i el Pacífic oriental central (les illes Hawaii).

## Observacions
És inofensiu per als humans.